# Biswan
Biswan es una ciudad y municipio situada en el distrito de Sitapur en el estado de Uttar Pradesh (India). Su población es de 55780 habitantes (2011). 

## Demografía
Según el censo de 2011 la población de Biswan era de 55780 habitantes, de los cuales 29059 eran hombres y 26721 eran mujeres. Biswan tiene una tasa media de alfabetización del 71,31%, superior a la media estatal del 67,68%: la alfabetización masculina es del 75,30%, y la alfabetización femenina del 66,97%.